# Gustaw Burchardt
Gustaw Burchart (ur. 31 marca 1904 w Błaszkach, zm. 28 maja 1974 w Toruniu) – polski duchowny luterański i metodystyczny, w latach 1954–1956 superintendent naczelny Kościoła Metodystycznego w PRL.

## Życiorys
W latach 1929–1944 był duchownym Kościoła Ewangelicko-Augsburskiego w RP piastując funkcję ewangelisty warszawskiej Parafii Świętej Trójcy. W 1946 dokonał konwersji i przeszedł do Kościoła Metodystycznego. Był superintendentem okręgu mazurskiego Kościoła Metodystycznego, zaś w latach 1954–1956 superintendentem naczelnym Kościoła. Po usunięciu ze stanowiska pod naciskiem władz komunistycznych wrócił do Kościoła Ewangelicko-Augsburskiego i pełnił służbę duszpasterską w Słupsku.

## Aktywność kościelna

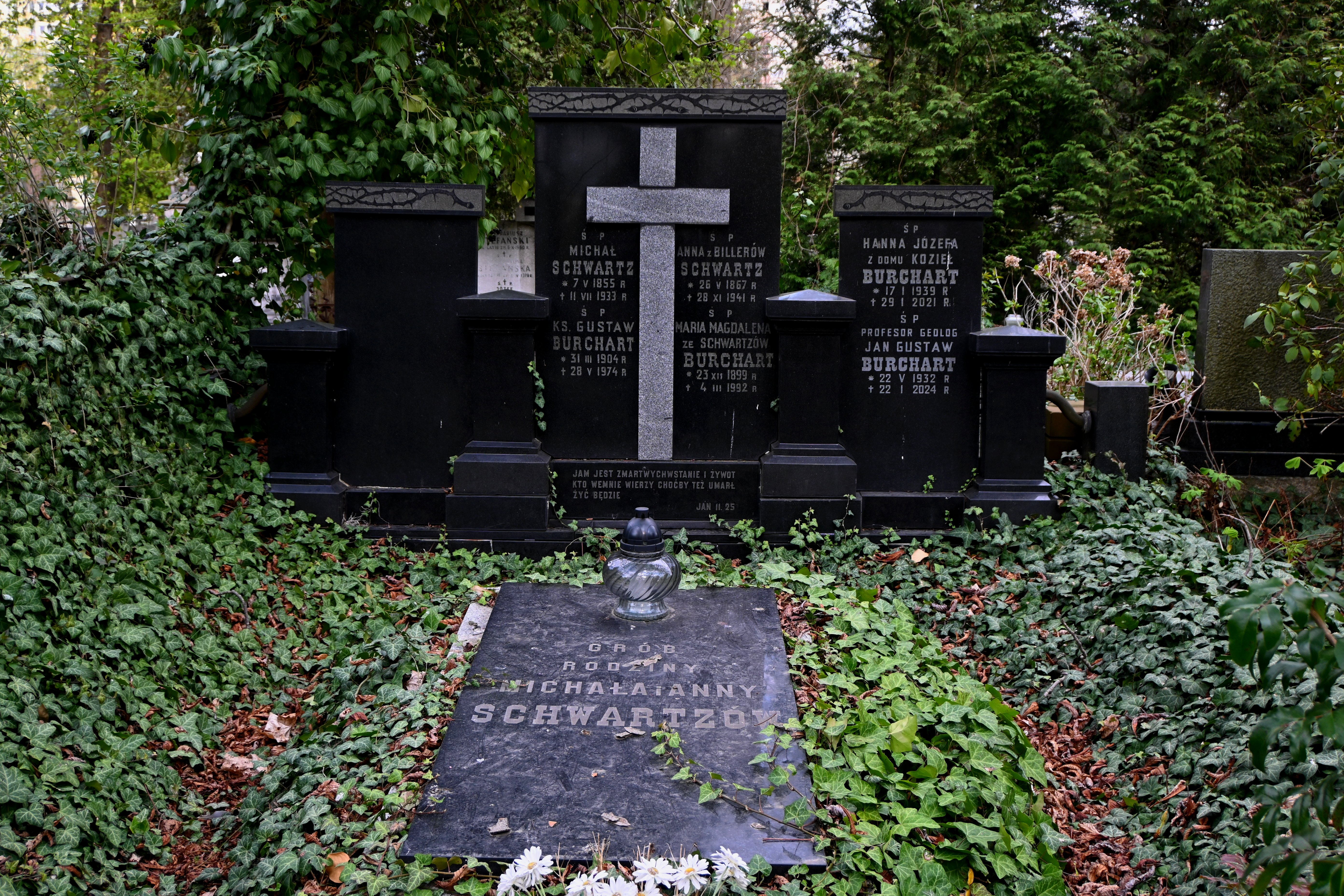
Grób ks. Gustawa Burcharta na cmentarzu ewangelicko-augsburskim przy ul. Młynarskiej w Warszawie

Aktywny członek Społeczności Chrześcijańskiej w Kaliszu, 1929 ukończył Seminarium Kaznodziejskie przy Zakładzie Diakonis w Więcborku, prowadzone przez Kościół Ewangelicko-Unijny; 1929-44 ewangelista ewangelicko-augsburskiej parafii św. Trójcy w Warszawie, 1939-44 kierownik parafialnego Domu Starców; 2 II 1946 skierowany przez Kościół Metodystyczny do pracy duszpasterskiej na Mazurach; 3 X 1946 oficjalna konwersja na metodyzm; 1946 - IX 1948 pastor metodystycznej Parafii Dobrego Pasterza w Warszawie; 15 VII 1947 ordynacja na diakona, 19 IX 1948 ordynacja na księdza (prezbitera); od 1 VI 1950 pastor II zboru metodystycznego w Warszawie (na Pradze); VII 1948 - 1955 Superintendent Okręgu Mazurskiego (zwierzchnik diecezji), 1955-57 Superintendent Okręgu Centralnego i z urzędu członek Komitetu Wykonawczego Kościoła Metodystycznego, pełniący 1949-54 funkcję wiceprzewodniczącego Komitetu; 1947-53 wykładowca przedmiotów biblijnych w metodystycznym Seminarium Teologicznym w Klarysewie; 1 VII 1954 – 9 XI 1956 superintendent naczelny (Biskup) - zwierzchnik Kościoła Metodystycznego; I 1958 - 1960 rektor Seminarium Teologicznego w Klarysewie; III 1960 - 31 VIII 1962 duszpasterz ewangelickich zborów niepolskich (niemieckich) na Pomorzu Środkowym z siedzibą w Słupsku (ul. Partyzantów 30); 1 X 1961 - 12 IX 1973 proboszcz parafii ewangelickiej w Toruniu; zmarł śmiercią tragiczną, pogrzeb 1 VI 1974 w Warszawie.

## Życie rodzinne
Żona Maria Magdalena zd. Schwartz (* 23 XII 1899 - † 4 IV 1992), syn Jan (*22 V 1932 Warszawa - † 22 I 2024 Warszawa), geolog, petrograf, profesor, czł. Rady Naukowej Instytutu Nauk Geologicznych PAN w Warszawie. 